# La mite
La mite (in russo: Кроткая, Krotkaja) è un racconto di Dostoevskij scritto nel 1876 per il suo Diario di uno scrittore.

## Trama
Il proprietario di un banco di pegni, voce narrante del racconto, è attratto da una ragazzina di appena sedici anni, sua cliente, particolarmente buona e mite, come lui stesso la definisce, che vive con due grette e avide zie dalle quali viene umiliata continuamente. Egli le propone dunque di sposarla e la ragazza, dopo qualche tentennamento, accetta, anche per sfuggire alla proposta di matrimonio di un grasso e volgare bottegaio.
All'inizio il matrimonio sembra quasi funzionare, ma il marito decide di comportarsi subito severamente, freddamente e di mostrare spesso un orgoglioso silenzio. La ragazza sembra volersi ribellare, sembra non comprendere, disorientata, l'atteggiamento duro del marito. Solo qualche sorriso ironico e lunghi silenzi pesanti sono l'espressione del suo malessere. Inizia quindi a frequentare Efimovič, un ex-commilitone del marito che le racconta del passato di lui e di come il marito aveva rifiutato vilmente un duello. Durante un incontro dei due, durante il quale la ragazza comunque si comporta castamente e rifiuta le profferte dell'Efimovič, il marito, avvertito dell'incontro, dopo averli spiati, appare all'improvviso e costringe la moglie a tornare a casa.
Qualche giorno dopo la ragazza, durante il sonno di lui, gli punta la pistola alla tempia, ma il marito, pur accorgendosene, sceglie di tacere, di non muoversi e di accettare il rischio pur di mantenere il dominio psicologico sulla moglie che peraltro rinuncia, arrendendosi alla sua stessa debolezza. Il mattino dopo il marito compra un letto di ferro per la moglie, costringendola a dormire nella seconda stanza e dimostrando così di aver visto il gesto della moglie. Qui inizia un sempre più veloce declino psicologico della donna che addirittura, dopo questo fatto, si ammala gravemente di febbre cerebrale e per alcune settimane viene curata con meticolosità dal marito che ne spia la lenta guarigione.
Un giorno la sente cantare debolmente (non lo faceva mai davanti a lui) e capisce che, cantando in sua presenza, non lo ama più: egli non può sopportare questo affronto. Il velo gli cade dagli occhi. Le si getta ai piedi; vuole essere perdonato e ricominciare il loro rapporto, vuole parlare, le dichiara l'amore e le promette una vacanza a Boulogne-sur-Mer. La sommerge di attenzioni e confessioni, la confonde e inutilmente lei cerca di fermarlo.
Pochi giorni dopo, quando egli torna a casa dall'ufficio passaporti, trova una folla davanti al portone: la moglie si è gettata dalla finestra appena cinque minuti prima. Disperato, egli sente di esserne stato la causa, e di averla persa per sempre. Inizia a riflettere su quanto è accaduto e per ore si macera cercando una risposta, di capire e di trovare una colpa fuori di sé, e infine viene sopraffatto dall'orrore della sua stessa assurda e completa solitudine.
Il protagonista dichiara di scrivere il racconto dopo la morte della moglie, il giorno stesso, davanti al cadavere disteso sul tavolo prima che la portino via per sempre dalla sua casa.

## Genesi del racconto
Il tempo di elaborazione de La mite è assai lungo: già nel 1869 Dostoevskij abbozza un racconto su un tema simile.
Il progetto resta incompiuto per sette anni.
Nell'autunno del 1876 a Pietroburgo si verificano parecchi casi di suicidio e uno in particolare lo colpisce profondamente: il suicidio di una ragazza definito dai titoli dei giornali un "suicidio mite". 

Nel fascicolo di novembre del mensile Diario di uno scrittore sarà pubblicato il racconto lungo La mite.

## Critica letteraria
Angelo Maria Ripellino lo definisce un "... lacerante monologo interiore di un uomo permaloso e superbo (quasi variante di quello del sottosuolo)".
Leonid Grossman, in quanto al contenuto lo definisce "... una delle storie di disperazione più potenti nella letteratura universale", e per quel che riguarda la tecnica narrativa "...forse il più riuscito saggio di monologo interiore di tutta l'opera dostoevskiana".

## Edizioni italiane
- trad. Eva Amendola Kühn, Roma: La Voce, 1919; Lanciano: Carabba, 1946; Milano: Rizzoli, 1953
- trad. Eridano Bazzarelli, in Racconti e romanzi brevi, Milano: Mursia, 1962
- trad. Bruno Del Re, in Crotcaja e altri racconti, Milano: Bompiani, 1966; con introduzione di Leonid Grossman e postfazione di Marina Mizzau, 1981
- trad. Gianlorenzo Pacini, in Il romanzo del sottosuolo, Milano: Feltrinelli, 1974
- trad. Luigi Vittorio Nadai, in Racconti, Milano: Garzanti, 1988
- trad. Pierluigi Zoccatelli, Roma: Newton Compton, 1995
- trad. Giovanna Spendel, Milano: Mondadori, 1995
- trad. Patrizia Parnisari, introduzione di Paolo Di Stefano, Milano: Feltrinelli, 1997
- trad. Serena Vitale, Milano: Adelphi, 2018

## Adattamenti cinematografici e televisivi
- Krotkaja, regia di Aleksandr Fёdorovič Borisov (1960)
- Così bella, così dolce (Une femme douce), di Robert Bresson (1969)
- Krotkaja, regia di Serhij Volodymyrovyč Loznycja (2017)